# Puig d'en Brugada
El Puig d'en Brugada és una muntanya de 156 metres que es troba al municipi de Foixà, a la comarca catalana del Baix Empordà.
Al cim podem trobar-hi un vèrtex geodèsic (referència 309094001).